# Santiago Tequixquiac
Santiago Tequixquiac ist eine Stadt im mexikanischen Bundesstaat México mit 22.676 Einwohnern, die zum Municipio Tequixquiac gehört.
Der Name Santiago Tequixquiac kommt von Santiago (für Jakobus den Älteren) und den Nahuatl-Begriff tequixquitl für „Salpeter“, atl für „Wasser“ und -c für „Ort, Stelle“, insgesamt bedeutet der Name also in etwa „Ort des salpeterhaltigen Wassers“.

Barrio de El Refugio
Barrio de San José
Barrio de San Mateo
Barrio de San Miguel
Barrio de Santiago (Centro)
Colonia ejidal Adolfo López Mateos